# Raúl Orosco
Raúl Orosco (1979. március 25. –) bolíviai nemzetközi labdarúgó-játékvezető.

## Pályafutása

### Nemzetközi játékvezetés
A Bolíviai labdarúgó-szövetség Játékvezető Bizottsága (JB) 2009-ben terjesztette fel nemzetközi játékvezetőnek, a Nemzetközi Labdarúgó-szövetség (FIFA) bíróinak keretébe. Több nemzetek közötti válogatott és klubmérkőzést vezetett.

#### Világbajnokság
A világbajnoki döntőhöz vezető úton Brazíliába a XX., a 2014-es labdarúgó-világbajnokságra a FIFA JB bíróként alkalmazta. 2012-ben a FIFA JB bejelentette, hogy a brazil labdarúgó-világbajnokság lehetséges játékvezetőinek átmeneti listájára jelölte.
| Időpont           | Helyszín                                    | Mérkőzés típusa       | Mérkőzés   | Eredmény | Nézők száma |
| ----------------- | ------------------------------------------- | --------------------- | ---------- | -------- | ----------- |
| 2011. október 11. | Monumental David Arellano Stadion, Santiago | előselejtező (2. kör) | Chile–Peru | 4 : 2    | 39 000      |

#### Amerika Kupa
Argentína rendezte a 43., a 2011-es Copa América labdarúgó tornát, ahol a CONMEBOL JB bíróként foglalkoztatta.
| Időpont          | Helyszín                 | Mérkőzés típusa        | Mérkőzés           | Eredmény |
| ---------------- | ------------------------ | ---------------------- | ------------------ | -------- |
| 2011. július 3.  | Ciudad Stadion, La Plata | selejtező (B. csoport) | Brazília–Venezuela | 0 : 0    |
| 2011. július 12. | Ciudad Stadion, La Plata | selejtező (C. csoport) | Uruguay–Mexikó     | 1 : 0    |
| 2011. július 19. | Ciudad Stadion, La Plata | egyik elődöntő         | Peru–Uruguay       | 0 : 2    |

#### Olimpia
A 2012. évi nyári olimpiai játékok labdarúgó tornájára a FIFA JB bírói szolgálatra hívta meg.
| Időpont          | Helyszín                | Mérkőzés típusa        | Mérkőzés        | Eredmény | Nézők száma |
| ---------------- | ----------------------- | ---------------------- | --------------- | -------- | ----------- |
| 2012. július 29. | Ricoh Stadion, Coventry | selejtező (B. csoport) | Dél-Korea–Svájc | 2 : 1    | 30 114      |